# Чемпионат Парагвая по футболу
Чемпионат Парагвая по футболу (Первый дивизион) (исп. Primera División de Paraguay) — национальный чемпионат по футболу и главное внутреннее футбольное соревнование для клубов Парагвая.
С 2008 года решено придать до того стадиям единого первенства — Апертуре и Клаусуре — статус отдельных чемпионатов.

## История
Первый матч в Лиге Парагвая был сыгран в 1906 году, после того как 18 июня 1906 года директор газеты «Эль Диарио» Дон Адольфо Рикельме пригласил в свой офис представителей пяти существовавших к тому моменту в стране футбольных команд — «Олимпии», «Гуарани», «Либертада», «Хенераль Диаса» и «Насьоналя». Во время совещания был создан высший футбольный руководящий орган — «Футбольная лига Парагвая», которая впоследствии стала Парагвайской футбольной ассоциацией.
В 1906 году первым чемпионом Парагвая стал клуб «Гуарани», обыгравший в финале «Олимпию». Первый дивизион (Primera División) в 1935 году стал профессиональным. К тому моменту в лиге участвовало уже 10 команд. В 1996 году формат турнира был изменён — вместо гладкого турнира появились две стадии — Апертура и Клаусура. С 2008 года Апертура и Клаусура стали отдельными чемпионатами — то есть, за год в Парагвае стало определяться по два чемпиона.
Традиционное доминирование «Олимпии» и «Серро Портеньо» в течение десятилетий оставалось практически без изменений. Все это изменилось на рубеже XXI века. В первые два десятилетия нового столетия чаще других чемпионом становился «Либертад», хотя «Олимпия» и «Серро Портеньо» также остаются одними из ведущих клубов. Кроме того, чемпионами Парагвая в XXI веке также становились «Гуарани» и «Насьональ». Всего же за всю историю чемпионами Парагвая становились восемь клубов.

## Формат
Система чемпионата круговая. 12 команд играют два раунда из 11 встреч в гостях и дома, всего 22 встречи в каждом турнире. Каждый сезон делится на два независимых турнира: Апертура (Открытие) с февраля по июль и Клаусура (Закрытие) с июля по декабрь.
В конце каждого сезона две команды с худшими средними показателями за три года вылетают, а две лучшие команды в «Промежуточного дивизион» (Второй дивизион) переходят в Примеру.
Из-за пандемии COVID-19 в 2020 году Апертура и Клаусура прошли по разным форматам. До начала марта в Апертуре было сыграно только восемь туров, к тому же несколько игр из разных туров не состоялись. С 21 июля по 4 октября были проведены все оставшиеся туры и перенесённые матчи. Клаусура началась 16 октября. Команды провели по одной игре против всех соперников, а поскольку необходимо было сыграть 11 матчей, надо было создать равные условия с точки зрения количества матче дома и в гостях; по этой причине шестой тур полностью прошёл на нейтральных полях. Восемь лучших команд вышли в плей-офф. Все стадии (1/4 финала, полуфинал и финал) состояли из одного матча.
В 2021 году число участников Примеры уменьшилось до 10 команд. С 2022 года число участников вновь увеличлось до 12.

## Участие в международных соревнованиях
С 2017 года у Парагвая есть восемь мест в международных кубках (четыре в Кубке Либертадорес и четыре в Южноамериканском кубке).
В групповую стадию Кубка Либертадорес автоматически попадают чемпионы Апертуры и Клаусуры, либо, если оба чемпионата выиграла одна команда, то второе место отдаётся второй команде в сводной таблице сезона. Третья команда сводной таблицы отправляется во Второй квалификационный этап. Четвёртая команда сводной таблицы отправляется в Первый квалификационный этап.
В Южноамериканском кубке выступают команды, занявшие в сводной таблице сезона места с 5-го по 8-е.

## Состав Примеры на 2022 год
| Клуб               | Город                      |
| ------------------ | -------------------------- |
| 12 октября         | Итаугуа                    |
| Гвайренья          | Вильяррика                 |
| Гуарани            | Асунсьон                   |
| Либертад           | Асунсьон                   |
| Насьональ          | Асунсьон                   |
| Олимпия            | Асунсьон                   |
| Ресистенсия        | Асунсьон                   |
| Серро Портеньо     | Асунсьон                   |
| Соль де Америка    | Асунсьон                   |
| Спортиво Амелиано  | Асунсьон                   |
| Такуари            | Асунсьон                   |
| Хенераль Кабальеро | Доктор-Хуан-Леон-Мальоркин |

## Список чемпионов

### Любительская эра
- 1906 Гуарани
- 1907 Гуарани
- 1908 чемпионат не состоялся
- 1909 Насьональ
- 1910 Либертад
- 1911 Насьональ
- 1912 Олимпия
- 1913 Серро Портеньо
- 1914 Олимпия
- 1915 Серро Портеньо
- 1916 Олимпия
- 1917 Либертад
- 1918 Серро Портеньо
- 1919 Серро Портеньо
- 1920 Либертад
- 1921 Гуарани
- 1922 чемпионат не состоялся
- 1923 Гуарани
- 1924 Насьональ
- 1925 Олимпия
- 1926 Насьональ
- 1927 Олимпия
- 1928 Олимпия
- 1929 Олимпия
- 1930 Либертад
- 1931 Олимпия
- 1932—1934 чемпионат не состоялся

### Профессиональная эра
- 1935 Серро Портеньо
- 1936 Олимпия
- 1937 Олимпия
- 1938 Олимпия
- 1939 Серро Портеньо
- 1940 Серро Портеньо
- 1941 Серро Портеньо
- 1942 Насьональ
- 1943 Либертад
- 1944 Серро Портеньо
- 1945 Либертад
- 1946 Насьональ
- 1947 Олимпия
- 1948 Олимпия
- 1949 Гуарани
- 1950 Серро Портеньо
- 1951 Спортиво Лукеньо
- 1952 Президент Хейз
- 1953 Спортиво Лукеньо
- 1954 Серро Портеньо
- 1955 Либертад
- 1956 Олимпия
- 1957 Олимпия
- 1958 Олимпия
- 1959 Олимпия
- 1960 Олимпия
- 1961 Серро Портеньо
- 1962 Олимпия
- 1963 Серро Портеньо
- 1964 Гуарани
- 1965 Олимпия
- 1966 Серро Портеньо
- 1967 Гуарани
- 1968 Олимпия
- 1969 Гуарани
- 1970 Серро Портеньо
- 1971 Олимпия
- 1972 Серро Портеньо
- 1973 Серро Портеньо
- 1974 Серро Портеньо
- 1975 Олимпия
- 1976 Либертад
- 1977 Серро Портеньо
- 1978 Олимпия
- 1979 Олимпия
- 1980 Олимпия
- 1981 Олимпия
- 1982 Олимпия
- 1983 Олимпия
- 1984 Гуарани
- 1985 Олимпия
- 1986 Соль де Америка
- 1987 Серро Портеньо
- 1988 Олимпия
- 1989 Олимпия
- 1990 Серро Портеньо
- 1991 Соль де Америка
- 1992 Серро Портеньо
- 1993 Олимпия
- 1994 Серро Портеньо
- 1995 Олимпия
- 1996 Серро Портеньо
- 1997 Олимпия
- 1998 Олимпия
- 1999 Олимпия
- 2000 Олимпия
- 2001 Серро Портеньо
- 2002 Либертад
- 2003 Либертад
- 2004 Серро Портеньо
- 2005 Серро Портеньо
- 2006 Либертад
- 2007 Либертад
- Ап. 2008 Либертад
- Кл. 2008 Либертад
- Ап. 2009 Серро Портеньо
- Кл. 2009 Насьональ
- Ап. 2010 Гуарани
- Кл. 2010 Либертад
- Ап. 2011 Насьональ
- Кл. 2011 Олимпия
- Ап. 2012 Серро Портеньо
- Кл. 2012 Либертад
- Ап. 2013 Насьональ
- Кл. 2013 Серро Портеньо
- Ап. 2014 Либертад
- Кл. 2014 Либертад
- Ап. 2015 Серро Портеньо
- Кл. 2015 Олимпия
- Ап. 2016 Либертад
- Кл. 2016 Гуарани
- Ап. 2017 Либертад
- Кл. 2017 Серро Портеньо
- Ап. 2018 Олимпия
- Кл. 2018 Олимпия
- Ап. 2019 Олимпия
- Кл. 2019 Олимпия
- Ап. 2020 Серро Портеньо
- Кл. 2020 Олимпия
- Ап. 2021 Либертад
- Кл. 2021 Серро Портеньо
- Ап. 2022 Либертад
- Кл. 2022 Олимпия
- Ап. 2023 Либертад

## Титулы по командам
| Клуб             | Чемпион | 2-е место |
| ---------------- | ------- | --------- |
| Олимпия          | 46      | 27        |
| Серро Портеньо   | 34      | 36        |
| Либертад         | 23      | 22        |
| Гуарани          | 11      | 18        |
| Насьональ        | 9       | 10        |
| Соль де Америка  | 2       | 11        |
| Спортиво Лукеньо | 2       | 4         |
| Президент Хейз   | 1       | 0         |
| Атлантида        | 0       | 3         |
| Ривер Плейт Ас.  | 0       | 3         |
| 12 октября       | 0       | 1         |